# L'Hirondelle et les Petits Oiseaux
L'Hirondelle et les Petits Oiseaux est la huitième fable du livre I de Jean de La Fontaine situé dans le premier recueil des Fables de La Fontaine, édité pour la première fois en 1668.

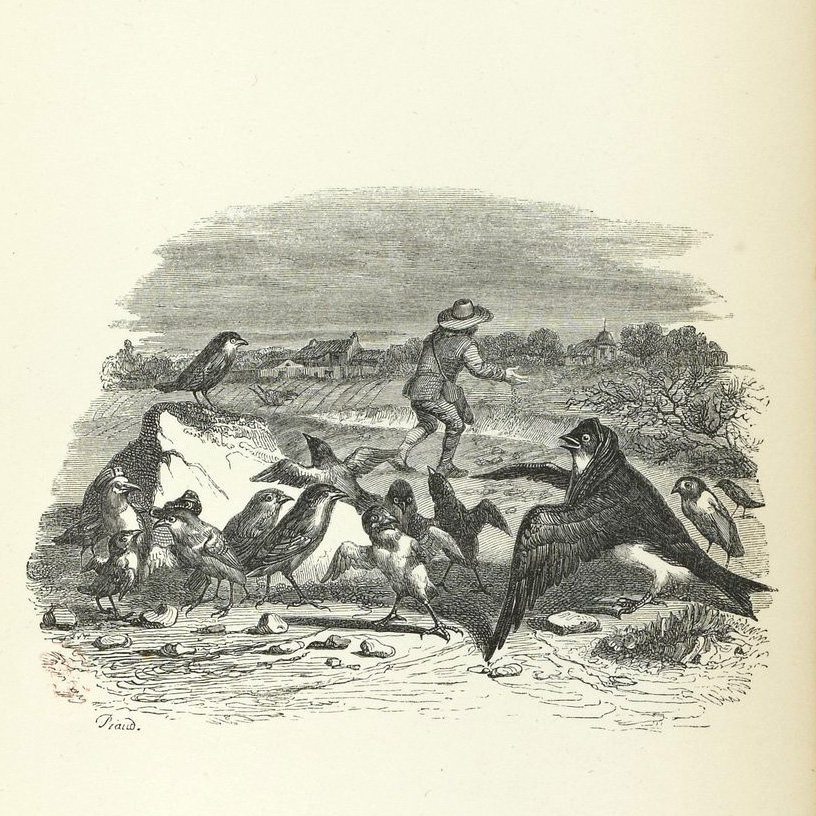
Dessin de Grandville (1838-1840)

## Texte
L'HIRONDELLE ET LES PETITS OISEAUX
[Ésope + Anon +Isaac Nicolas Nevelet]

L'hirondelle et les petits oiseaux

Une Hirondelle en ses voyages

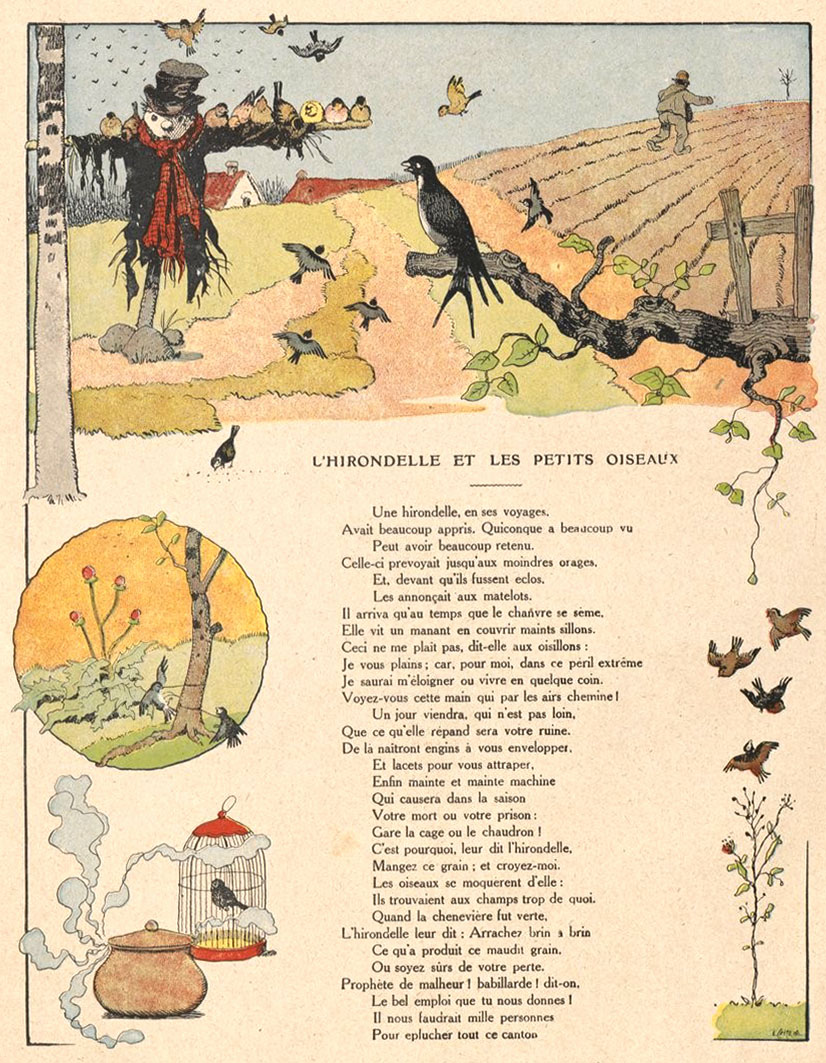
Illustration de Benjamin Rabier (1906) (début)

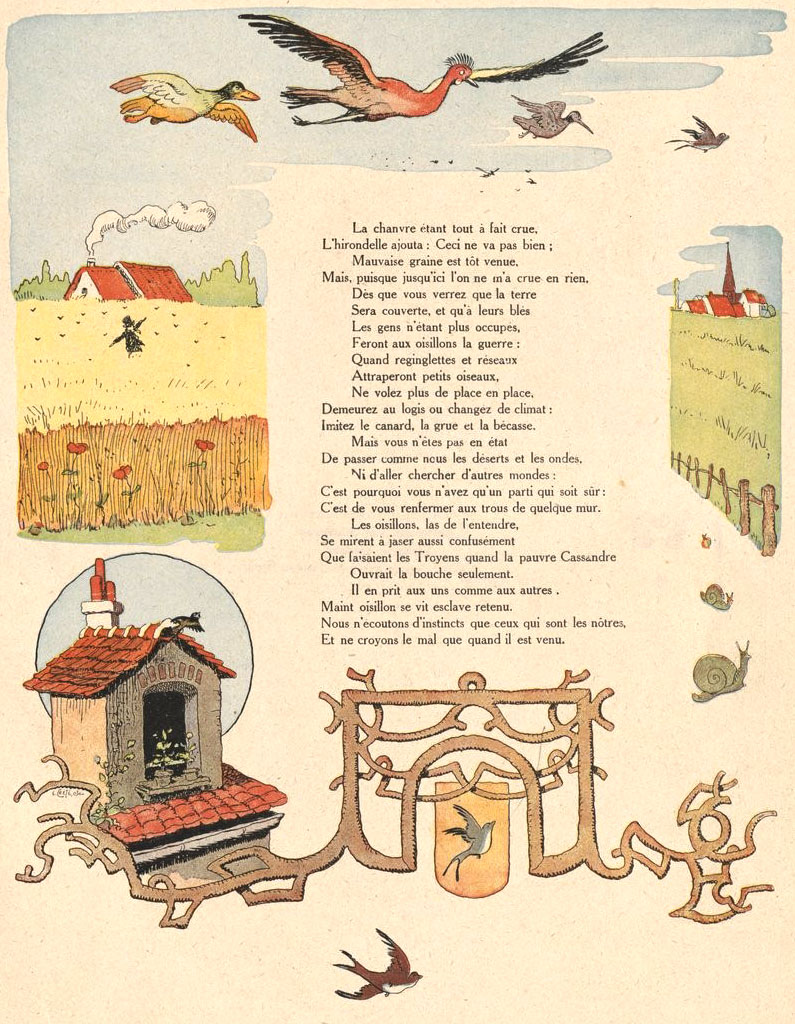
Illustration de Benjamin Rabier (1906) (fin)

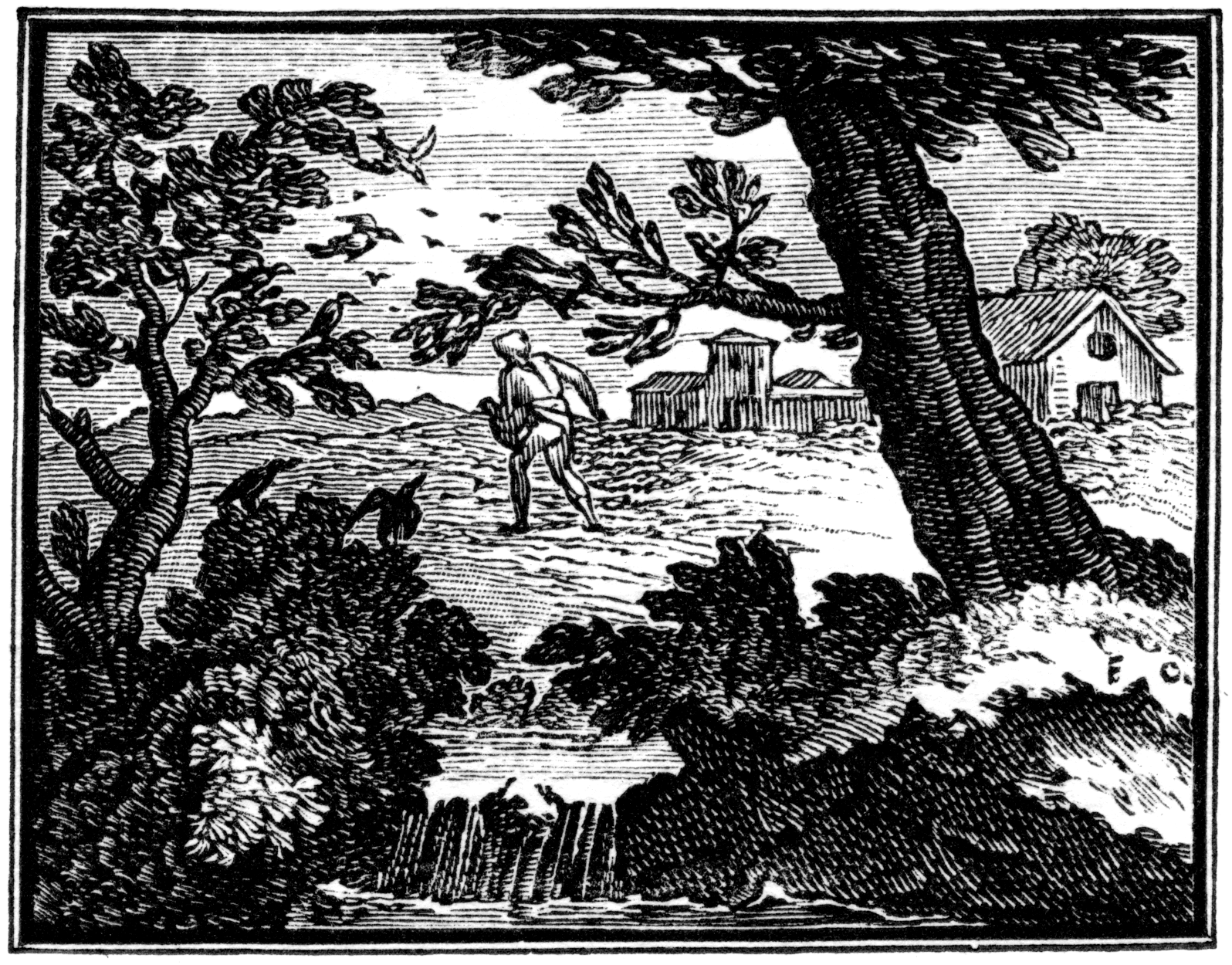
Gravure de François Chauveau (1613-1676)

Avait beaucoup appris. Quiconque a beaucoup vu
                  Peut avoir beaucoup retenu.
Celle-ci prévoyait jusqu'aux moindres orages,
                  Et devant qu'ils (1) fussent éclos (2), 
                  Les annonçait (3) aux matelots.
Il arriva qu'au temps que (4) la chanvre (5) se sème,
Elle vit un manant (6) en couvrir (7) maints sillons.
" Ceci ne me plaît pas, dit-elle aux Oisillons :
Je vous plains ; car pour moi, dans ce péril extrême,
Je saurai m'éloigner, ou vivre en quelque coin.
Voyez-vous cette main qui par les airs chemine  ?
                 Un jour viendra, qui n'est pas loin,
Que ce qu'elle répand sera votre ruine.
De là naîtront engins à vous envelopper,
                 Et lacets pour vous attraper ;
        Enfin mainte et mainte machine
        Qui causera dans la saison
        Votre mort ou votre prison.
        Gare la cage ou le chaudron !
        C'est pourquoi, leur dit l'Hirondelle,
        Mangez ce grain et croyez-moi. "
        Les Oiseaux se moquèrent d'elle:
        Ils trouvaient aux champs trop de quoi.
        Quand la chènevière (8) fut verte,
L'Hirondelle leur dit :"  Arrachez brin à brin
        Ce qu'a produit ce mauvais grain,
        Ou soyez sûrs de votre perte.
-Prophète (9) de malheur, babillarde, dit-on,
        Le bel emploi que tu nous donnes!
        Il nous faudrait mille personnes
        Pour éplucher tout ce canton. "
        La chanvre étant tout à fait crue (10),
L'Hirondelle ajouta : " Ceci ne va pas bien ;
                 Mauvaise graine est tôt venue.
Mais puisque jusqu'ici l'on ne m'a crue en rien,
                  Dès que vous verrez que la terre
                  Sera couverte, et qu'à leurs blés
                  Les gens n'étant plus occupés
                  Feront aux Oisillons la guerre;
                  Quand  reginglettes (11) et réseaux
                  Attraperont petits Oiseaux,
                  Ne volez plus de place en place ;
Demeurez au logis, ou changez de climat :
Imitez le Canard, la Grue et la Bécasse (12).
                  Mais vous n'êtes pas en état
De passer comme nous les déserts et les ondes,
                  Ni d'aller chercher d'autres mondes.
C'est pourquoi vous n'avez qu'un parti qui soit sûr :
C'est de vous enfermer aux trous de quelque mur. "
                  Les Oisillons, las de l'entendre,
Se mirent à jaser (13) aussi confusément
Que faisaient les Troyens quand la pauvre Cassandre (14)
                  Ouvrait la bouche seulement.
                  Il en prit (15) aux uns comme aux autres :
Maint Oisillon se vit esclave retenu.

Nous n'écoutons d'instincts que ceux qui sont les nôtres,
Et ne croyons le mal que quand il est venu.

Vocabulaire
(1) Et avant qu'ils
(2) eussent éclatés
(3) A l'approche de l'orage, l'hirondelle vole en rasant le sol, ou la surface des eaux, et en poussant des cris aigus
(4) au temps où
(5) féminin archaïque
(6) paysan
(7) ensemencer
(8) champ semé de chènevis, ou graine de chanvre
(9) Prophétesse
(10) participe passé du verbe croître (poussée)
(11) ce doit être un collet, monté au bout d'une branchette qui fait ressort, et en se détendant, en reginglant, serre le lacet. Apparemment, ce mot est un mot de Château-Thierry, non connu des oiseliers de Paris (d'après Richelet)
(12) Le canard sauvage, la grue et le bécasse sont des oiseaux voyageurs
(13) se dit du cri de la pie, du perroquet et du geai
(14) Cassandre est la fille de Priam, roi de Troie. Apollon lui avait accordé le don de connaître l'avenir; mais pour la punir de lui avoir refusé ses faveurs, il l'avait condamnée à n'être jamais crue. Elle prédisait la chute de Troie : on ne l'écoutait pas
(15) Il en arriva
(16) se vit retenu esclave